# 168039 Eefalcoacosta
168039 Eefalcoacosta este o planetă minoră (asteroid), cu un diametru de 7,142 km, din Outer Main Belt⁠(d). A fost descoperită pe 1 iunie 2005 la Mount Lemmon⁠(d) de Mount Lemmon Survey⁠(d). 
Obiectul prezintă o orbită caracterizată de o semiaxă mare de 3,4486372171553 UAi, o excentricitate de 0,13642573674553, o înclinație de 8,924663874104 ° în raport cu ecliptica.